# Universidad Tecnológica de Tulancingo
La Universidad Tecnológica de Tulancingo (UTec), es una institución pública de educación superior ubicada en la ciudad de Tulancingo, en el Estado de Hidalgo, México.

## Historia
Een 1993, se realizaron los estudios de factibilidad para establecer un centro de educación tecnológica en Tulancingo, y se anunció la viabilidad del proyecto para 1994, apoyado por la Secretaría de Educación Pública de Hidalgo. La Universidad Tecnológica de Tulancingo inicio actividades el 4 de septiembre de 1995. Con una matrícula de 60 alumnos, distribuidos en las tres carreras iniciales: Procesos de Producción, Informática y Comercialización.
Para 1996 ya contaba con instalaciones propias y en 1998 ante la continua aparición de nuevas fábricas y núcleos productivos, se incorporó a la oferta educativa el programa de Mantenimiento Industrial, mientras que en 1999 se sumó el de Electricidad y Electrónica Industrial. En septiembre de 2007,comenzó a impartir educación superior en Huehuetla. En 2009 la UTEC amplió su oferta educativa incorporando la carrera de Técnico Superior Universitario en Energías Renovables.

## Oferta educativa
Unidad Tulancingo
- Ingeniería en Desarrollo e Innovación Empresarial
- Ingeniería Industrial
- Ingeniería en Tecnologías de la Información y Comunicación
- Ingeniería en Nanotecnología
- Ingeniería en Mecatrónica
- Ingeniería en Energías Renovables
- Licenciatura en Enfermería
- Licenciatura en Terapia Física
- Licenciatura Diseño Digital y Reproducción Audiovisual
- Licenciatura en Criminalística
- Licenciatura Salud Reproductiva y Partería
- Licenciatura en Contaduría

Unidad Santa Úrsula, Huehuetla
- Ingeniería en Tecnologías de la Información y Comunicación
- Ingeniería en Desarrollo e Innovación Empresarial
- Licenciatura en Terapia Física
- Licenciatura en Criminalística
- Licenciatura Salud Reproductiva
- Licenciatura en Contaduría

Unidad Cuautepec
- Ingeniería en Tecnologías de la Información y Comunicación
- Ingeniería en Desarrollo e Innovación Empresarial